# Budapest Jégkorong Akadémia HC
Der Magyar Athletikai Club Budapest respektive Budapest Jégkorong Akadémia Hockey Club ist ein ungarischer Eishockeyclub in Budapest, der seit 2019 erneut in der Erste Liga aktiv ist. Die Ursprünge des Vereins reichen bis in die 1960er Jahre zurück, als an der Budapester Sportschule KSI eine Abteilung für Eishockey gegründet wurde.

## Geschichte
Die Wurzeln des Vereins gehen auf das Jahr 1960 zurück. 1963 wurde an der Zentralen Sportschule Budapest Központi Sportiskolát (KSI) eine Sektion Eishockey gegründet, die sich der Ausbildung von Kindern und Jugendlichen widmete. 1985 wurde eine Erwachsenenmannschaft ins Leben gerufen, die am Spielbetrieb der obersten Spielklasse Ungarns, der OB I, teilnahm. 1987 wurde die Sektion Eishockey von der KSI an die Liget SE delegiert, zwei Jahre später von der Liget SE zur Népstadion Szabadidő Egyesületként (NSZE oder NSzE).
Im Jahr 1993 fusionierte NSzE mit einem der ältesten Sportvereine in Ungarn, dem Magyar Athletikai Club. Letzterer wurde 1875 gegründet, im Jahr 1945 aus politischen Gründen aufgelöst und 1988 wiederbelebt. Von 1993 an spielten die Mannschaften des Vereins als MAC Népstadion.
2011 löste sich die Sektion Eishockey aus dem Hauptverein heraus und spielt seither als MAC Budapest respektive MAC Budapest Jégkorong Akadémia (Nachwuchs).

## Männer
Zu Beginn der 1990er Jahre spielte der Klub kontinuierlich in der höchsten Eishockeyliga Ungarns, zudem nahmen Mannschaften aller Altersklassen am Spielbetrieb teil. 1995 folgte der Abstieg in die zweite Spielklasse, ehe 1999 der Wiederaufstieg in die OB I gelang. 2002 folgte ein weiterer Abstieg in die zweite Liga. 2013 stieg die erste Mannschaft aus der zweiten in die dritte Spielklasse ab, so dass sich der Verein in der Folge auf den Nachwuchsbereich konzentrierte: Unter anderem nahmen die U20-Junioren ab 2012 an der Erste Bank Young Stars League und die U18-Junioren ab 2013 an der Erste Bank Juniors League teil.
2015 wurde wieder eine Herren-Mannschaft gestellt, die an der länderübergreifenden MOL Liga teilnahm. Dort konnte sie auf Anhieb das Finale erreichen, wo sie jedoch mit 0:4 Siegen Miskolci Jegesmedvék JSE unterlag.
Im Frühjahr 2016 bewarb sich der Club um die Aufnahme in die multinationale Erste Bank Eishockey Liga, wurde aber letztlich nicht aufgenommen.
Im Januar 2017 gewann MAC Budapest den ungarischen Pokalwettbewerb und damit die erste Trophäe im Herrenbereich der Vereinsgeschichte. In der Saison 2017/18 konnte auch die Herrenmannschaft von MAC ihren ersten nationalen Meistertitel feiern. Für die folgende Saison 2018/19 wechselte der Verein zusammen mit DVTK Jegesmedvék in die slowakische Extraliga. Nach zwei Jahren in dieser Liga entschied sich das Management von MAC, aufgrund der Corona-Pandemie keine Mannschaft für die Extraliga aufzustellen. Stattdessen wurde in einer Kooperation mit dem KMH Budapest (Hokiklub Budapest)  eine Mannschaft unter dem Namen MAC-HKB Újbuda für die Erste Liga aufgestellt.
Zur Saison 2022/23 wurde die Profi-Männermannschaft in den eigentlichen Nachwuchsverein Budapest Jégkorong Akadémia integriert und zog in das Vasas Jégcentrum als neue Heimspielstätte um.

### Saisonübersicht
| Saison  | Liga          | Sp | S  | OTS | OTN | N  | Tore     | Punkte | Rang | Playoffs                                 | Trainer          |
| ------- | ------------- | -- | -- | --- | --- | -- | -------- | ------ | ---- | ---------------------------------------- | ---------------- |
| 2015/16 | MOL Liga      | 48 | 32 | 5   | 5   | 6  | 227:111  | 111    | 2.   | Finalniederlage (0:4 Siege) gegen DVTK   | Gergely Majoross |
| 2016/17 | MOL Liga      | 40 | 28 | 2   | 3   | 7  | 189:090  | 91     | 2.   | Finalniederlage (1:4 Siege) gegen DVTK   | Gergely Majoross |
| 2017/18 | Erste Liga    | 38 | 24 | 2   | 3   | 9  | 163:099  | 81     | 2.   | Meister, Finale (4:1 Siege) gegen DVTK   | Gergely Majoross |
| 2018/19 | tipsport Liga | 57 | 17 | 4   | 7   | 29 | 158: 197 | 66     | 9.   | Viertelfinal-Niederlage gegen HKM Zvolen | Gergely Majoross |
| 2019/20 | tipsport Liga | 48 | 14 | 2   | 5   | 27 | 139: 184 | 51     | 10.  | –                                        | Gergely Majoross |
| 2020/21 | Erste Liga    | 36 | 20 | 5   | 5   | 16 | 135:114  | 60     | 5.   | Niederlage in der Playoff-Qualifikation  | Balázs Kangyal   |
| 2021/22 | Erste Liga    | 40 | 19 | 3   | 5   | 13 | 146: 122 | 68     | 5.   | Halbfinal-Niederlage                     | Balázs Kangyal   |
| 2022/23 | Erste Liga    | 36 | 24 | 4   | 1   | 7  | 161: 85  | 81     | 1.   | Halbfinal-Niederlage                     | Balázs Kangyal   |

## Fraueneishockey
Die Frauenmannschaft von MAC Budapest gehört seit etwa 2017 zum Verein, wurde jedoch bereits 1991 als Lombardi Formula Hockey Club gegründet. 1994 war dieses Team erster ungarischer Frauenmeister. Aufgrund eines Sponsorenwechsels hieß der Verein in der Folge Marylin HC und gewann bis 2005 ununterbrochen die ungarische Meisterschaft. Ab etwa 2004 kooperierte der Klub mit der Újpesti TE und trat ab 2016 UTE Marylin Budapest in der Dameneishockey-Bundesliga an. Während der Saison 2017/18 wechselte der Trägerverein vom UTE zum MAC Budapest. In der Saison 2018/19 bildete MAC Marylin eine Spielgemeinschaft mit dem Ferencvárosi TC in der European Women’s Hockey League (EWHL) und belegte den siebten Platz.
Seit 2019 nimmt die Frauenmannschaft MAC Budapest ununterbrochen an der EWHL und dem EWHL Super Cup teil, während die zweite Mannschaft in der DEBL spielt.
2021 wurde innerhalb der Nachwuchsverein Budapest Jégkorong Akadémia eine weitere Frauenmannschaft gegründet, die ebenfalls an der European Women’s Hockey League teilnimmt.